# 鈴木元信
鈴木 元信（すずき もとのぶ、弘治元年（1555年） - 元和6年（1620年）6月）は、戦国時代から江戸時代初期にかけての武将。伊達氏の家臣。通称は七右衛門。別名に秀信とも。官位は従五位下。和泉守。
出自や伊達氏に仕えるまでの経緯については諸説あり、天正期には雑賀衆に参加していた説、京都の茶人で伊達政宗と知り合い家臣となったという説、米沢地方の住人で謡に優れていたことから伊達輝宗に召抱えられたという説（治家記録）、鮎貝地方の臼ヶ沢金山を経営していた豪商であった説（鮎貝の歴史）などがある。
行政や財務の能力に優れ、政宗の厚い信任を受けて古川城に1,500石の所領を与えられ、政宗が仙台を留守中には国家老として政務を執った。慶長から元和時代の分限帳では本人の禄が2,464石ながら、一門・家士の禄が別に1万石から2万石を与えられ、家臣団の筆頭となっている。
元信は、政宗が天下人になり幕府を開くことを想定し、「憲法」や「条々」などを用意していた。しかし死の直前、政宗が天下を取ることもないと悟って（徳川の天下が磐石となったため、そのような物が公になれば仙台藩謀反の疑いをかけられる恐れもあり）、それらを全て焼き捨てさせたといわれている。墓所は大崎市古川の瑞川寺。
旗印は白地に大きな黒百足。（仙台市博物館所蔵）
現在も大崎市の熊野神社境内で開催される朝市、「八百屋市」は元信が起源とされる。